# Gorhamova jeskyně
Gorhamova jeskyně (anglicky Gorham's Cave) je vápencová příbojová jeskyně na východním pobřeží Gibraltaru. Leží u jižní části východní stěny Gibraltarské skály nedaleko břehu Alboránského moře. Jedná se o významné archeologické naleziště, totiž o jedno z posledních známých míst, kde žili neandertálci — v té době ovšem byla hladina Středozemního moře níže a jeskyně se tak nacházela zhruba pět kilometrů od pobřeží.

## Jeskyně v novověku

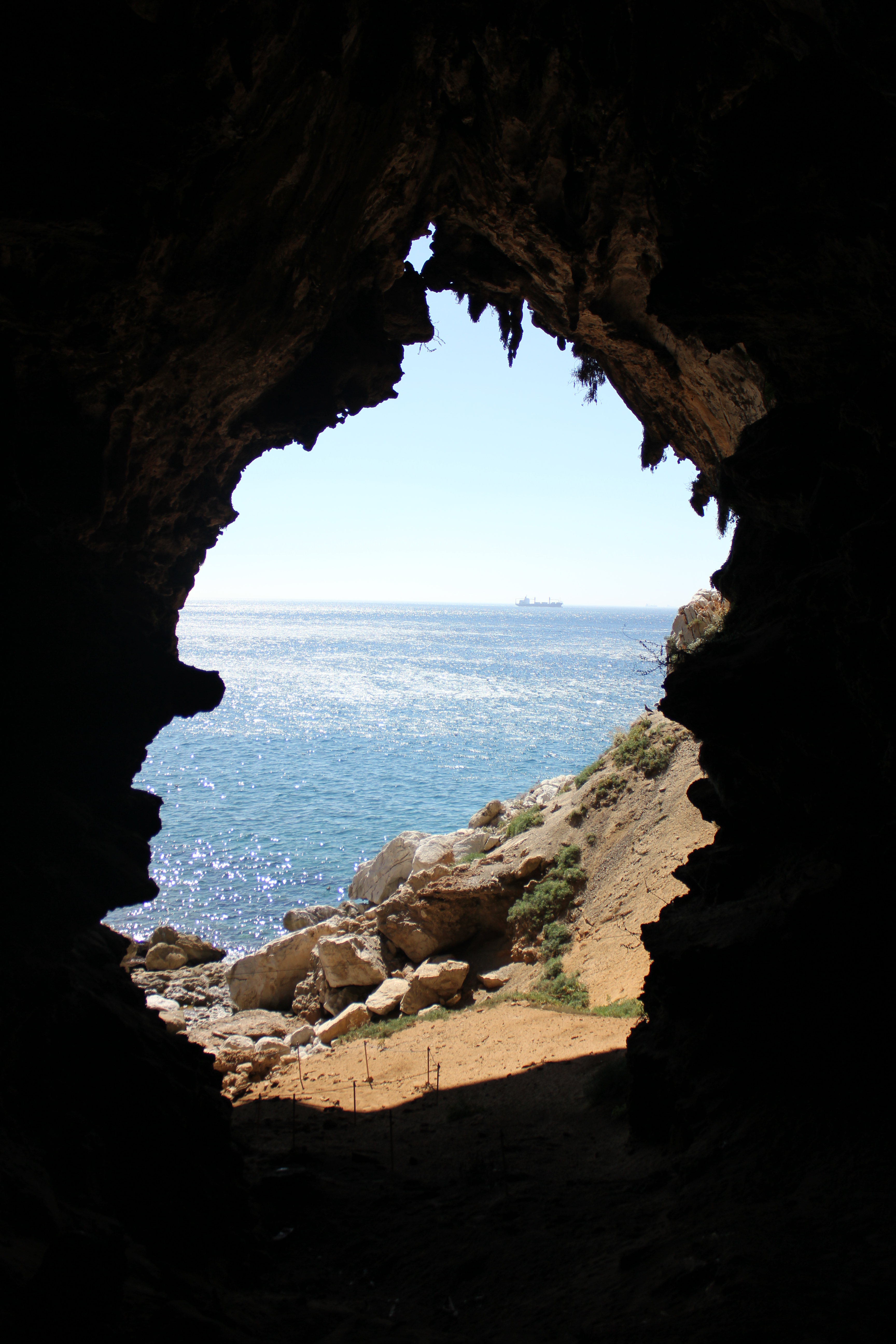
Výhled z Gorhamovy jeskyně

V roce 1907 objevil jeskyni A. Gorham z druhého praporu pluku Royal Munster Fusiliers a na stěnu jeskyně napsal mourem své jméno a datum návštěvy. Jeskyně sice dnes nese jeho jméno, ale on sám v ní žádné další objevy neučinil — naopak, na několik desítek let upadla jeskyně zase v zapomnění. Další známý návštěvník J. J. Davies zde zanechal svůj podpis s letopočtem až v roce 1943.
O dva roky později jeskyni navštívili dva ženisté, Keighley a Ward, kteří byli prvními, již zde nalezli archeologicky cenné předměty, hrnčířské výrobky, kamenné nástroje z doby neandertálců, i pozůstatky lidí a zvířat, což zmiňují i soudobé gibraltarské noviny. Návštěvu jeskyně jim usnadnila výsypka vzniklá při hloubení tunelů v Gibraltarské skále. Se svým objevem se svěřili F. E. Brownovi z Gibraltar Society, který dal o nálezech vědět přímo gibraltarskému guvernérovi. Ten jeskyni navštívil a rozhodl, že průzkum má pokračovat. Výsledek průzkumů pak byl poslán Britskému muzeu, na jehož doporučení pak byla jeskyně uzavřena.
V roce 1945 přijel do Gibraltaru poručík George Baker Alexander, promovaný geolog z Cambridgeské univerzity, který na Gibraltaru prováděl ve volném čase geologický průzkum, jehož výsledkem byla geologická mapa gibraltarské skály. Zároveň také prováděl vykopávky v Gorhamově jeskyni. Své výsledky ovšem nepublikoval a byl v roce 1948 donucen Gibraltar opustit, když komise Gibraltarského muzea zpochybnila jeho metody.
Na jaře 1948 guvernér opět psal Britskému muzeu, aby pokračovali v průzkumu jeskyně. Britské muzeum ovšem v tu dobu nemělo nikoho k disposici a tak přeposlalo guvernérovu žádost Dorothy Garrodové, která již předtím na Gibraltaru pracovala na jiném archeologickém nalezišti v letech 1927 až 1929. Ta se sice také do průzkumu jeskyně nemohla pustit, ale požádala Johna D'A Waechtera z Ankary, aby Gibraltar zahrnul do svého programu. Waechter dorazil do Gibraltaru v září 1948 a dva měsíce dělal jen zkusmé výkopy, aby se rozhodl, zda má smysl zde začít s důkladnějším výzkumem. O svých úspěších informoval gibraltarskou vládu a provedl přípravy pro větší vykopávky naplánované na následující rok. Nakonec strávil na Gibraltaru s přestávkami několik let.

## Vykopávky
Vykopávky odhalily čtyři stratigrafické vrstvy. První vrstva svědčí o využívání jeskyně od osmého do třetího století před naším letopočtem Féničany. Pod ní se nalézá svědectví o krátkém využívání jeskyně v neolitu. V třetí vrstvě se nalezlo 240 dokladů z mladého paleolitu a to magdalénienského a solutréenského původu. A ve čtvrté vrstvě bylo 103 položek, včetně hlavic oštěpů, nožů a škrabek, rozpoznaných jako moustérienské, které byly používány tisíce let. Nebyly u nich nalezeny lidské ostatky, které by umožňovaly přímé zařazení obyvatel, nicméně moustérienská kultura je obvykle vnímána jako kultura evropských neandertálců. Vzhledem ke svému významu a jedinečnosti byla jeskyně v roce 2016 zapsána na seznam světového kulturního dědictví UNESCO.